# Харц (природный парк)
Природный парк Гарц (нем. Naturpark Harz/Sachsen-Anhalt) — один из сотни природных парков из Списка природных парков Германии. Расположен в земле Саксония-Анхальт (районы Гарц и Мансфельд-Зюдгарц), один из шести природных парков этой земли.
Парк охватывает Нижний Гарц (восточные холмы высотой до 400 метров), Массив Рамберг и часть Верхнего Гарца, в то время как весь Гарц является национальным парком (с 2006 года), а его части разбиты на несколько природных парков. Природный парк Гарц/Саксония-Анхальт граничит с землёй Нижняя Саксония. В парке есть леса, плато сельхозугодий, долины с водопадами, зимние курорты. Парк подходит для пеших прогулок.

## История
Природный парк Гарц/Саксония-Анхальт существует с 2003 года.

## Флора
Парк представляет собой густолесистые горы с отдельными хребтами. Леса лиственные, смешанные и хвойные. Один из самых богатых видами регионов Германии, что обусловлено разной высотой над уровнем моря (от речных долин в предгорьях Гарца до линии деревьев в горах Верхнего Гарца), разным климатом (атлантический на западе и континентальный на востоке).

## Фауна
Животный мир парка отличается высоким видовым разнообразием. Типичные представители: дикие кошки, огненные саламандры, оляпки, серые трясогузки. Логотипом природного парка выбрана рыжая неясыть.